# Noda
För andra betydelser, se Noda (olika betydelser).
Noda (野田市, Noda-shi) är en stad i den japanska prefekturen Chiba på den östra delen av ön Honshu. Den har cirka 155 000 invånare. Staden är belägen norr om Tokyo, längs Edofloden, och ingår i denna stads storstadsområde. Noda fick stadsrättigheter 3 maj 1950. Staden är känd för att hysa kampsportsorganisationen Bujinkans huvudkvarter. 